# José Rosendo Medina
José Rosendo Medina (Coro, Provincia de Coro, Venezuela, 1848-San Cristóbal, Estado Táchira, Venezuela, 28 de julio de 1901) fue un militar y político venezolano. Fue Presidente encargado del estado Trujillo al sustituir a Juan Bautista Araujo.

## Biografía
Fue hijo del militar Francisco Medina, veterano de la Guerra Federal. Estuvo casado con Alejandrina Angarita García con quien tuvo 6 hijos, José Rosendo, Héctor, César, Julio, María e Isaías Medina Angarita.
Después de ser presidente encargado del Estado Trujillo en el guzmanato, Trujillo y el resto de los Andes fueron unidos en la entidad del Estado Los Andes. Por dicho estado, fue diputado entre 1882 y 1884. Luchó contra la Revolución Liberal Restauradora en 1899. Rosendo Medina combatió la invasión de Colombia para derrocar a Cipriano Castro, resultando muerto en la Batalla de San Cristóbal de 1901.